# ملبی، شهر هلسنس
ملبی (به دانمارکی: Melby) یک منطقهٔ مسکونی در دانمارک است که در کمون هلسنس واقع شده‌است. ملبی ۷۹۶ نفر جمعیت دارد.